# دیس‌پراکسی کلامی تکاملی
دیس‌پراکسی کلامی تکاملی (انگلیسی: Developmental verbal dyspraxia) یا به اختصار «DVD»، که به نام‌های آپراکسی گفتار در کودکی (CAS) و آپراکسی تکاملی گفتار (DAS) هم شناخته می‌شود، اختلالی است که طی آن، کودک در بیانِ صداها، هجاها و واژه‌ها دچار مشکل است. علت این اختلال، ضعف یا فلج عضلانی نیست، بلکه اشکال در مغز است که قادر نیست مابین اعضا و عضلات مربوط به تکلم (لب‌ها، آرواره، زبان و غیره) هماهنگی ایجاد کند. کودک می‌داند که چه می‌خواهد بگوید، اما مغزش نمی‌تواند مابین حرکات ماهیچه‌هایی که برای بیان کلمات و حرف‌زدن ضروری هستند، هماهنگی ایجاد کند. علت واقعی این اختلال هنوز مشخص نشده‌است، اما برخی شواهد حاکی از آن است که ممکن است دلایل ژنتیکی داشته باشد؛ چه آنکه بسیاری از مبتلایان در خانواده‌هایشان، مشکلات برقراری ارتباط کلامی وجود داشته‌است. این بیماری درمان قطعی و کامل ندارد، اما با استفاده از مداخلات مناسب، متمرکز و مداوم درمانی، مهارت‌های کلامی افراد مبتلا به این اختلال حرکتی گفتار، به میزان قابل ملاحظه‌ای قابلِ بهبود است.

## ویژگی‌ها
این بیماری، سه مشخصه دارد:
- اشتباهات ناسازگار و متناقض در همخوان‌ها و واکه‌ها در ساختِ مکرر هجاها و واژه‌ها
- گذار و انتقال طولانی و مدت‌دار هم‌فراگویی مابین صداها و هجاها
- نوای گفتار نامناسب به‌ویژه در درک تکیهٔ واژگانی و عبارتی

با آنکه این بیماری، یک «اختلال تکاملی» است، اما با رشد کودک، به سادگی و خودبه‌خود برطرف نمی‌شود. کودکان مبتلا، از الگوهای عادی و مورد انتظار اکتساب زبان پیروی نمی‌کنند و برای پیشرفت در زمینه یادگیری زبان و تکلم، نیازمند مداخلات درمانی هستند.

## علل بروز
پژوهش‌های اخیر نشان داده‌است که نقص در ژن FOXP2 در بروز این بیماری نقش مهمی دارد.
دیس‌پراکسی کلامی تکاملی ممکن است یک عارضهٔ ثانویه و همراه در برخی بیماری‌های دیگر باشد. برخی از این بیماری‌ها عبارتند از: اوتیسم، صرع، سندرم ایکس شکننده، گالاکتوزمی کلاسیک و جابه‌جایی‌های کروموزومی که موجب مضاعف شدن ژن یا جهش حذفی می‌شوند.
آسیب‌های حین زایمان و همچنین سکته مغزی هم می‌توانند موجب بروز دیس‌پراکسی کلامی تکاملی شوند.